# 日本海東縁変動帯

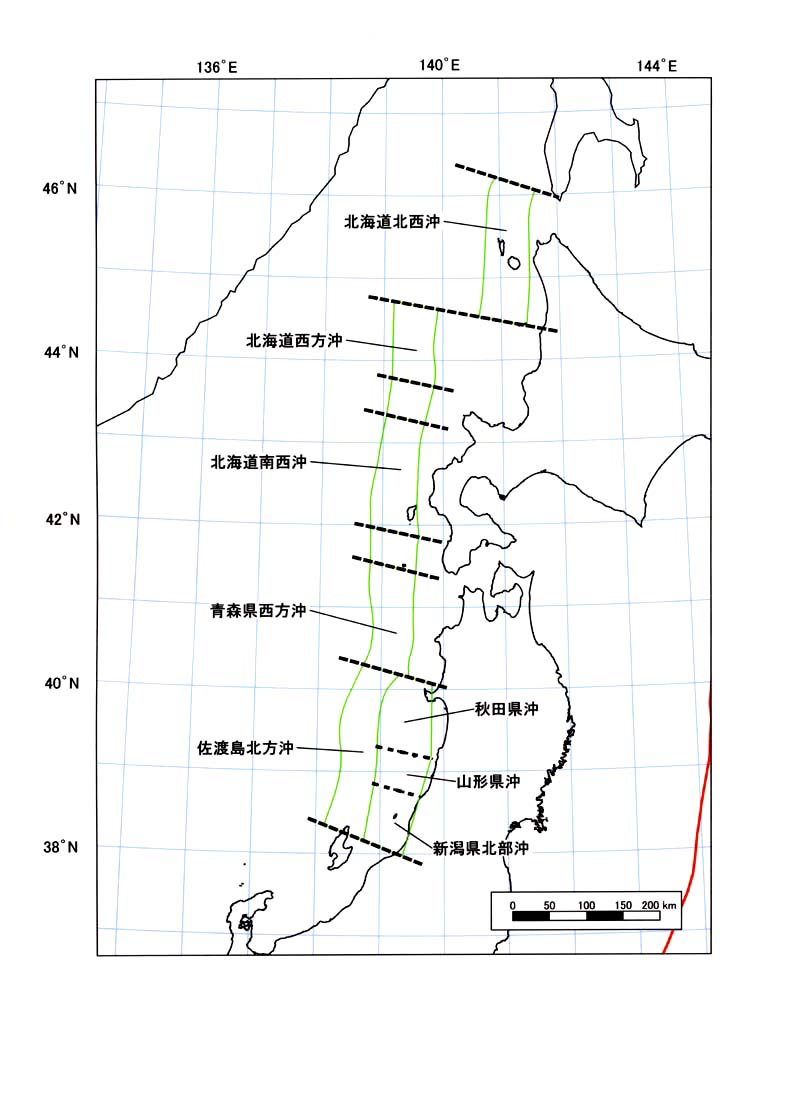
日本海東縁変動帯の区分。 2003年地震調査委員会發表。

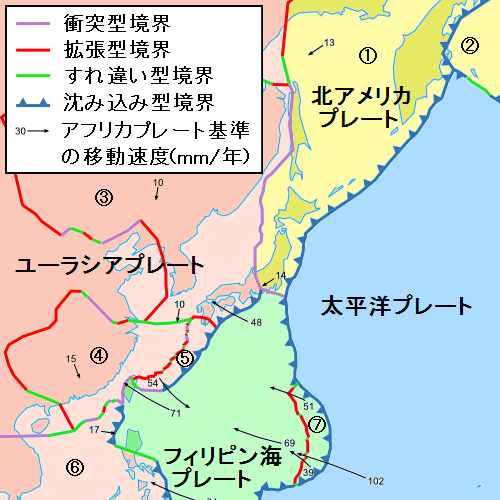
日本列島周辺のプレートの分布

日本海東縁変動帯（にほんかいとうえんへんどうたい）とは、文字通り日本海の（日本列島より）東縁を南北に延びる、幅数百kmの地質学的な歪みの集中帯である。日本海東縁ひずみ集中帯とも呼ばれる。
ユーラシア大陸 - 樺太間の間宮海峡から北海道積丹半島沖を通過し、男鹿半島沖から新潟沖に繋がる。北方への延長線は、東シベリアから北極海底の超低速で拡大するガッケル海嶺を経て大西洋中央海嶺に繋がるが、大西洋中央海嶺は拡張方向の運動で、シベリアの北側にあるラプテフ海のファデエフスキイ島（Ostrov Faddeyevskiy）付近を回転軸として日本方付近は東西方向からの圧縮運動となっている。

## プレートテクトニクス的観点

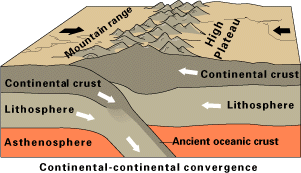
衝突境界の様式例

赤：トランスフォーム断層
茶：断裂帯

プレートテクトニクス的に捉えれば、ユーラシアプレート（アムールプレート）と北アメリカプレート（オホーツクプレート）が衝突している境界で、日本海側（ユーラシアプレート）が日本列島（北米プレート）の下に潜り込む運動をしている場所。現時点では潜り込みがまだ浅く「衝突」の域を出ていないが、数百万年後の未来には新たな海溝を生じて、海底地形としてはっきり表れると考えられている。
この部分をプレート境界とする根拠は、新潟県沖から北海道西方沖までマグニチュード7規模の地震が線上に発生していたことによるもので、特に秋田県沖を震源とする1983年の日本海中部地震をきっかけとして「日本海東縁新生プレート境界説」が発表されたことで注目された。しかし、プレート境界の様式は不明で「衝突境界」とする説と「トランスフォーム境界」とする説がある。1995年のサハリン北部のネフチェゴルスク付近の地震 (M 7.6) 以降は、サハリン - 日本海東縁変動帯とも呼ぶことがある。

## 地質的特徴
この変動帯にほぼ沿う形で地震発生層の浅い領域が存在していて、北は積丹半島付近、渡島半島、東北脊梁山地を通り福島県西部付近で南西方向に向きを変え長野・富山県境から琵琶湖北に抜け、島根県東部まで続いている。
日本海の海底には日本海形成時に活動した断層群が残されており、新第三紀中新世後期までは引っ張り方向の応力場で正断層が発達した。鮮新世以降には応力場が反転し圧縮方向に変わった後は、逆断層として活動をしている。

### 境界の位置
日本列島の陸上部のプレート境界線は明らかになっていないが、新潟神戸構造帯(NKTL)と繋がるとする説と、佐渡島 - 能登半島間を通り糸魚川静岡構造線(ISTL)へと繋がるとする説がある。現在は後者の「佐渡島－能登半島間」説が有力であるが、新潟－神戸構造帯を延長方向として捉えると、三条地震、善光寺地震、新潟県中越地震、新潟県中越沖地震、長野県北部地震の発生が見られる。また1741年に北海道の渡島半島の熊石から松前にかけてを襲った、謎の大津波の原因となったとされる渡島大島や奥尻海嶺、佐渡海嶺、西津軽海盆などの地形がある。

## 活動状況
約100年間隔で活動が活発な時期と比較的平穏な時期を繰り返しているが、20世紀後半から21世紀初頭にかけては活発な時期に当たっている。また、サハリン東岸から北海道西方沖をへて新潟付近の地帯では、過去200年間でM6.5を越える規模の地震を10回程度発生させている。

### 活動間隔
堆積物調査などにより活動間隔が判明している主な場所、
- サハリンの活断層：約2000年
- 利尻トラフ付近でのタービダイト（海底堆積物）調査によれば、放射性炭素年代測定で約2300年前と5500年前と推定できる堆積物が見つかった[8]。
- 奥尻海嶺：約1000年
- 秋田県沖：約1000年

### 変動帯と周辺での地震
以下は、過去約300年間に発生した地震のうちM 6.5 以上の主な地震を抽出。
- 1762年 佐渡沖 (M7.0) - 津波により26棟が被害[9]。
- 1792年 北海道後志沖 (M 7.1)
- 1793年 寛政西津軽地震 (M 6.9からM 7.1)
- 1802年 佐渡小木地震 (M 6.5からM 7.0)
- 1804年 象潟地震 (M 7.0)
- 1828年 三条地震 (M 6.9)
- 1833年 庄内沖地震 (M 7.3)
- 1847年 善光寺地震 (M 7.4)
- 1940年 積丹半島沖地震 (M 7.5)
- 1964年
  - 男鹿地震 (M 6.8)
  - 新潟地震 (M 7.5) - 粟島南方沖約40km地点で発生
- 1971年 モネロン島の地震 (M 6.9)
- 1983年 日本海中部地震 (M 7.7)
- 1993年 北海道南西沖地震 (M 7.8)
- 1995年 ネフチェゴルスク地震 (M 7.6)
- 2000年 ウゴレゴルスク地震 (M 6.7)
- 2004年 新潟県中越地震 (M 6.8)
- 2007年 新潟県中越沖地震 (M 6.8)
- 2011年 長野県北部地震 (M 6.7)
- 2014年 長野県神城断層地震 (M 6.7)
- 2019年 山形県沖地震 (M 6.7)

### 地震の特徴

#### 震源域が海底にある地震の場合
能登半島以北を震源とする地震では津波を伴い、約1000年程度の再来間隔で150年程度の幅を持ち集中して地震が繰り返されてきた可能性が指摘されている。なお、震源が陸地に近いため太平洋側の海溝型地震と比較し地震発生から津波到来までの時間が短い、同じ津波マグニチュード(Mt)やモーメントマグニチュード(Mw)ならば太平洋側の地震より大きな津波が発生すると言った特徴がある。1833年庄内沖地震 （津波による死者約 100 名） 以降、顕著な津波を伴った地震の発生が人々の記憶の中に無かったことから、「日本海側に津波は来ない」という俗説が信じられていたため1983年 日本海中部地震に於いて41人の死者を記録している。また、1993年北海道南西沖地震に於いては、地震発生から数分で到来した津波により198人の死者を記録した。能登半島以西の地震と津波に関しては、3回程度の津波を伴う地震の発生を示唆する研究もあるが、十分に解明されていない。

#### 震源域が陸域にある地震の場合
斜面の崩落を生じ規模の差はあるものの河道閉塞を生じる。顕著な河道閉塞は1847年善光寺地震で記録されており、多数の溺死者を伴った。活褶曲地域で有ることから2004年新潟県中越地震の様に伴い明瞭な地震断層を伴わないこともある。

### 地震の空白域
積丹半島西方沖、奥尻島南、男鹿半島沖、佐渡島北方沖、三条地震と新潟地震の震源域の間など幾つかの地震空白域が存在している。

## 調査研究
提唱されてからの日が浅いため、観測の歴史が長い南海・東海・関東地域と比較すると地下構造の解明は不十分である。しかし、1997年以降は防災科学技術研究所の高感度地震観測網の観測点設置や、歪み集中帯プロジェクトによる観測により解明が進んでいる。

### 歪み集中帯プロジェクト
防災科学技術研究所が中心となり、日本国内の大学や研究機関が分野ごとに観測及び研究が行われ、2013年には総括資料がまとめられた。
研究体制
1. 自然地震観測分野 主幹：防災科学技術研究所
  - 陸域における自然地震観測 防災科学技術研究所
  - 海域における自然地震観測 東京大学地震研究所
  - 電磁気学的手法によるひずみ集中帯発生機構解明と機構解明データセンターの運用 東京大学地震研究所
  - 活断層集中域および火山等ひずみ速度の速い地域における地震発生メカニズムの解明 京都大学防災研究所
  - ひずみ集中帯発生にかかわる地殻構造の研究 北海道大学大学院理学研究院
  - 東北日本弧におけるひずみ集中帯の地震発生機構の解明 東北大学大学院理学研究科
  - 構造的弱点におけるひずみ集中機構の解明 名古屋大学大学院環境学研究科
  - 伸張場におけるひずみ集中メカニズムに関する研究 九州大学大学院理学研究院
  - ひずみ集中と地殻内流体変動の解明 東京工業大学火山流体研究センター
2. 地殻構造探査 主幹：東京大学地震研究所
  - 反射法・屈折法による地殻構造調査
  - マルチチャネル等による海域地殻構造調査[16] 海洋研究開発機構
3. GPS観測による詳細なひずみ分布の解明 主幹：名古屋大学大学院環境学研究科
4. 地形地質調査 主幹：東北大学大学院理学研究科
  - 陸域活構造の地形地質調査 東北大学大学院理学研究科
  - 海域活構造の地形地質調査 産業技術総合研究所
5. 強震動予測高精度化のための調査研究 主幹：防災科学技術研究所
  - 浅部・深部統合地盤モデルの作成 京都大学防災研究所
  - 震源断層モデル化手法の高度化 京都大学防災研究所
  - 強震動評価によるモデル検証 東京大学地震研究所
6. 歴史地震等に関する記録の収集と解析 主幹：東京大学地震研究所
  - 古地震・津波等の史資料の収集と解析 東京大学地震研究所
  - 近世以降の地震活動に関する観測記録等の収集と解析 地震予知総合研究振興会

#### 年次計画
| 事業                          | 担当機関     | 20年度                                                       | 21年度                                                       | 22年度                                                       | 23年度                                                       | 24年度                                                       |
| ----------------------------- | ------------ | ------------------------------------------------------------ | ------------------------------------------------------------ | ------------------------------------------------------------ | ------------------------------------------------------------ | ------------------------------------------------------------ |
| 1．自然地震観測(陸域)         | 防災科研     | 新潟県を中心とした地域の約300ヵ所に機動的地震計を設置・観測  | 新潟県を中心とした地域の約300ヵ所に機動的地震計を設置・観測  | 新潟県を中心とした地域の約300ヵ所に機動的地震計を設置・観測  | 新潟県を中心とした地域の約300ヵ所に機動的地震計を設置・観測  | 新潟県を中心とした地域の約300ヵ所に機動的地震計を設置・観測  |
| (海域)                        | 東大地震研   | (新潟沖)自己浮上式海底地震計                                 | (新潟沖)自己浮上式海底地震計                                 | (新潟沖)機動観測型海底ケーブル・インライン式地震計設置・観測 | (新潟沖)機動観測型海底ケーブル・インライン式地震計設置・観測 | (新潟沖)機動観測型海底ケーブル・インライン式地震計設置・観測 |
| 2．地殻構造調査(陸域・沿岸域) | 東大地震研   | 三条・弥彦沖                                                 |                                                              | 粟島東山・三島                                               | 六日町・直江津飯山・西頚城                                   | 酒田・新庄能代・花輪                                         |
| (沖合い海域)                  | 海洋開発機構 |                                                              |                                                              | 佐渡沖〜新潟沖                                               | 津軽沖                                                       | 庄内沖〜秋田沖                                               |
| 3．GPS観測                    | 名古屋大     | 2測線でGPSキャンペーン観測上越市〜南魚沼市、柏崎市〜南魚沼市 | 2測線でGPSキャンペーン観測上越市〜南魚沼市、柏崎市〜南魚沼市 | 2測線でGPSキャンペーン観測上越市〜南魚沼市、柏崎市〜南魚沼市 | 2測線でGPSキャンペーン観測上越市〜南魚沼市、柏崎市〜南魚沼市 | 2測線でGPSキャンペーン観測上越市〜南魚沼市、柏崎市〜南魚沼市 |
| 4．地形地質調査(陸域)         | 東北大       | 越後平野西縁                                                 | 越後平野両縁                                                 | 信濃川断層帯                                                 | 上信越地域                                                   | 出羽丘陵                                                     |
| (海域)                        | 産総研       | 粟島周辺                                                     | 新潟沖                                                       | 粟島・新潟沖                                                 | 粟島周辺                                                     | 新潟沖                                                       |
| 5．強震動予測高精度化         | 防災科研等   | 既存データ収集                                               | 新潟地域浅部地盤モデル                                       | 山形地域浅部地盤モデル                                       | 秋田地域浅部地盤モデル                                       | モデル統合化                                                 |
| 6．歴史地震の調査             | 東大地震研等 | 史資料・現存する地震波形記録の収集・整理                     | 史資料・現存する地震波形記録の収集・整理                     | 史資料・現存する地震波形記録の収集・整理                     | 史資料・現存する地震波形記録の収集・整理                     | 史資料・現存する地震波形記録の収集・整理                     |

### 調査活動の例
詳細な地下構造を解析する為に2010年8月東京大学地震研究所は、1964年新潟地震の震源域の直上にあたる粟島沖の南方海域の海底に、日本海側で初めてのケーブル式の高精度海底地震計を設置し常時観測をしている。また、海底だけでなく内陸部の変動帯の地殻構造解明の為の調査も行われ「東山-三島」「佐渡-会津」「三条-弥彦沖」といった横切るデータを収集することで、発生する地震の規模、発生時期の長期評価等の精度を上げる為の調査が行われた。

### 日本海地震・津波調査プロジェクト
2011年の東北地方太平洋沖地震をきっかけに観測研究計画の見直しが行われ、研究が遅れている日本海沿岸の地震および津波研究が進められることとなった。そして、この建議に基づき2013年度から、北海道沖から九州沖までを調査対象とする8年計画の日本海地震・津波調査プロジェクトが開始された。